# 51. Golden Globe-gála
Az 51. Golden Globe-gálára 1994. január 22-én, vasárnap került sor, az 1993-ban mozikba, vagy képernyőkre került amerikai filmeket, illetve televíziós sorozatokat díjazó rendezvényt a kaliforniai Beverly Hillsben, a Beverly Hilton Hotelben tartották meg.
Az 51. Golden Globe-gálán Robert Redford vehette át a Cecil B. DeMille-életműdíjat.

## Filmes díjak
A nyertesek félkövérrel jelölve.

### Legjobb film (dráma)
- Schindler listája
  - Az ártatlanság kora
  - Apám nevében
  - Napok romjai
  - Zongoralecke

### Legjobb film (musical vagy vígjáték)
- Mrs. Doubtfire – Apa csak egy van
  - A szerelem hullámhosszán
  - Dave
  - Kötelező táncok
  - Sok hűhó semmiért

### Legjobb színész (dráma)
- Tom Hanks – Philadelphia – Az érinthetetlen
  - Harrison Ford – A szökevény
  - Daniel Day-Lewis – Apám nevében
  - Anthony Hopkins – Napok romjai
  - Liam Neeson – Schindler listája

### Legjobb színész (musical vagy vígjáték)
- Robin Williams – Mrs. Doubtfire – Apa csak egy van
  - Tom Hanks – A szerelem hullámhosszán
  - Johnny Depp – Benny és Joon
  - Kevin Kline – Dave
  - Colm Meaney – Méregzsák

### Legjobb színésznő (dráma)
- Holly Hunter – Zongoralecke
  - Michelle Pfeiffer – Az ártatlanság kora
  - Juliette Binoche – Három szín: kék
  - Emma Thompson – Napok romjai
  - Debra Winger – Veszélyes nő

### Legjobb színésznő (musical vagy vígjáték)
- Angela Bassett – Tina
  - Meg Ryan – A szerelem hullámhosszán
  - Anjelica Huston – Addams Family 2. – Egy kicsivel galádabb a család
  - Stockard Channing – Hatszoros ölelés
  - Diane Keaton – Rejtélyes manhattani haláleset

### Legjobb mellékszereplő színész
- Tommy Lee Jones – A szökevény
  - Sean Penn – Carlito útja
  - John Malkovich – Célkeresztben
  - Leonardo DiCaprio – Gilbert Grape
  - Ralph Fiennes – Schindler listája

### Legjobb mellékszereplő színésznő
- Winona Ryder – Az ártatlanság kora
  - Emma Thompson – Apám nevében
  - Penelope Ann Miller – Carlito útja
  - Rosie Perez – Félelem nélkül
  - Anna Paquin – Zongoralecke

### Legjobb rendező
- Steven Spielberg (Schindler listája)
  - Jane Campion (Zongoralecke)
  - Andrew Davis (A szökevény)
  - James Ivory (Napok romjai)
  - Martin Scorsese (Az ártatlanság kora)

### Legjobb forgatókönyv
- Schindler listája – Steven Zaillian
  - Philadelphia – Az érinthetetlen – Ron Nyswaner
  - Zongoralecke – Jane Campion
  - Napok romjai – Ruth Prawer Jhabvala
  - Rövidre vágva – Robert Altman és Frank Barhydt

### Legjobb eredeti betétdal
- Streets of Philadelphia – Philadelphia – Az érinthetetlen - Bruce Springsteen
  - "Again" – Hazug igazság
  - "The Day I Fall in Love" – Beethoven 2.
  - "Stay (Faraway, So Close!)" – Távol és mégis közel
  - "Thief of Your Heart" – Apám nevében

### Legjobb eredeti filmzene
- Heaven & Earth – Kitaró
  - Három szín: kék – Zbigniew Preisner
  - Karácsonyi lidércnyomás – Danny Elfman
  - Zongoralecke – Michael Nyman
  - Schindler listája – John Williams

### Legjobb idegen nyelvű film
- Isten veled, ágyasom! – Hongkong
  - Az ártatlan futása – Olaszország
  - Justiz – Németország
  - Három szín: Kék – Franciaország
  - Az esküvői bankett – Tajvan

## Televíziós díjak
A nyertesek félkövérrel jelölve.

### Legjobb televíziós sorozat (dráma)
- New York rendőrei
  - Quinn doktornő
  - Esküdt ellenségek
  - Miért éppen Alaszka?
  - Picket Fences
  - Az ifjú Indiana Jones kalandjai

### Legjobb televíziós sorozat (musical vagy vígjáték)
- Seinfeld
  - Frasier - A dumagép
  - Coach
  - Házi barkács
  - Roseanne

### Legjobb televíziós minisorozat vagy tévéfilm
- Barbarians at the Gate
  - És a zenekar játszik tovább…
  - Columbo: Nehéz ügy
  - Gypsy
  - Heidi

### Legjobb színész, televíziós sorozat (dráma)
- David Caruso – New York rendőrei
  - Michael Moriarty – Esküdt ellenségek
  - Rob Morrow – Miért éppen Alaszka?
  - Carroll O'Connor – Az éjszaka árnyai
  - Tom Skerritt – Picket Fences

### Legjobb színész, televíziós sorozat (musical vagy vígjáték)
- Jerry Seinfeld – Seinfeld
  - Kelsey Grammer –  Frasier - A dumagép
  - Tim Allen  – Házi barkács
  - Craig T. Nelson – Coach
  - Will Smith – Kaliforniába jöttem
  - Garry Shandling – The Larry Sanders Show

### Legjobb színész, televíziós minisorozat vagy tévéfilm
- James Garner – Barbarians at the Gate
  - Peter Falk – Columbo: Nehéz ügy
  - Jack Lemmon – A Life in the Theatre
  - Matthew Modine – És a zenekar játszik tovább…
  - Peter Strauss – Büszke férfiak

### Legjobb színésznő, televíziós sorozat (dráma)
- Kathy Baker – Picket Fences
  - Janine Turner – Miért éppen Alaszka?
  - Sela Ward – Sisters
  - Heather Locklear – Melrose Place
  - Jane Seymour – Quinn doktornő

### Legjobb színésznő, televíziós sorozat (musical vagy vígjáték)
- Helen Hunt – Megőrülök érted
  - Candice Bergen – Murphy Brown
  - Patricia Richardson – Házi barkács
  - Roseanne Barr – Roseanne
  - Katey Sagal – Egy rém rendes család

### Legjobb színésznő, televíziós minisorozat vagy tévéfilm
- Bette Midler – Gypsy
  - Helena Bonham Carter – A merénylet árnyékában
  - Faye Dunaway – Columbo: Nehéz ügy
  - Holly Hunter – The Positively True Adventures of the Alleged Texas Cheerleader-Murdering Mom
  - Anjelica Huston  – Családi fényképek

### Legjobb mellékszereplő színész, televíziós sorozat, televíziós minisorozat vagy tévéfilm
- Beau Bridges – The Positively True Adventures of the Alleged Texas Cheerleader-Murdering Mom
  - Jason Alexander – Seinfeld
  - Dennis Franz – New York rendőrei
  - John Mahoney – Frasier - A dumagép
  - Jonathan Pryce – Barbarians at the Gate

### Legjobb mellékszereplő színésznő, televíziós sorozat, televíziós minisorozat vagy tévéfilm
- Julia Louis-Dreyfus – Seinfeld
  - Ann-Margret – Alex Haley's Queen
  - Cynthia Gibb – Gypsy
  - Cecilia Peck – A portré
  - Theresa Saldana – Mókás hekus

## Különdíjak

### Cecil B. DeMille-életműdíj
A Cecil B. DeMille-életműdíjat Robert Redford vehette át.

### Miss/Mr.Golden Globe
- Alex Martin[3]

## Fordítás
Ez a szócikk részben vagy egészben  a(z)   51st Golden Globe Awards című angol Wikipédia-szócikk ezen változatának fordításán alapul.  Az eredeti cikk szerkesztőit annak laptörténete sorolja fel. Ez a jelzés csupán a megfogalmazás eredetét és a szerzői jogokat jelzi, nem szolgál a cikkben szereplő információk forrásmegjelöléseként.